# Solferino (cor)
Solferino é uma cor escarlate, situada entre o vermelho e o roxo.